# 亞馬喇土腰

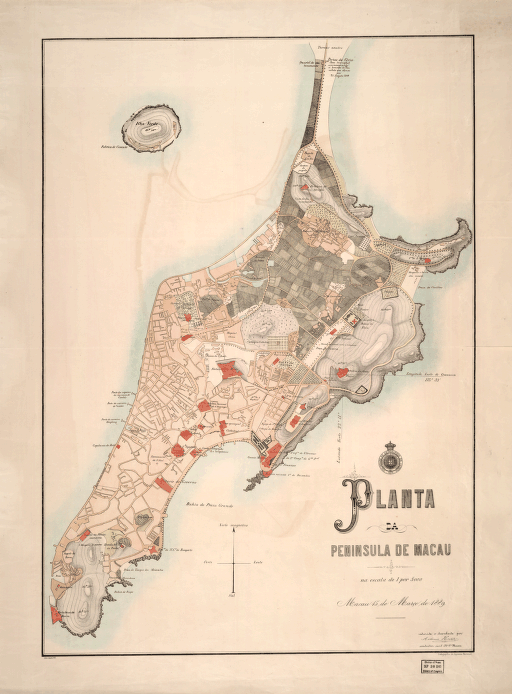
1889年的澳門半島與中國相連的蓮花莖(最上端)

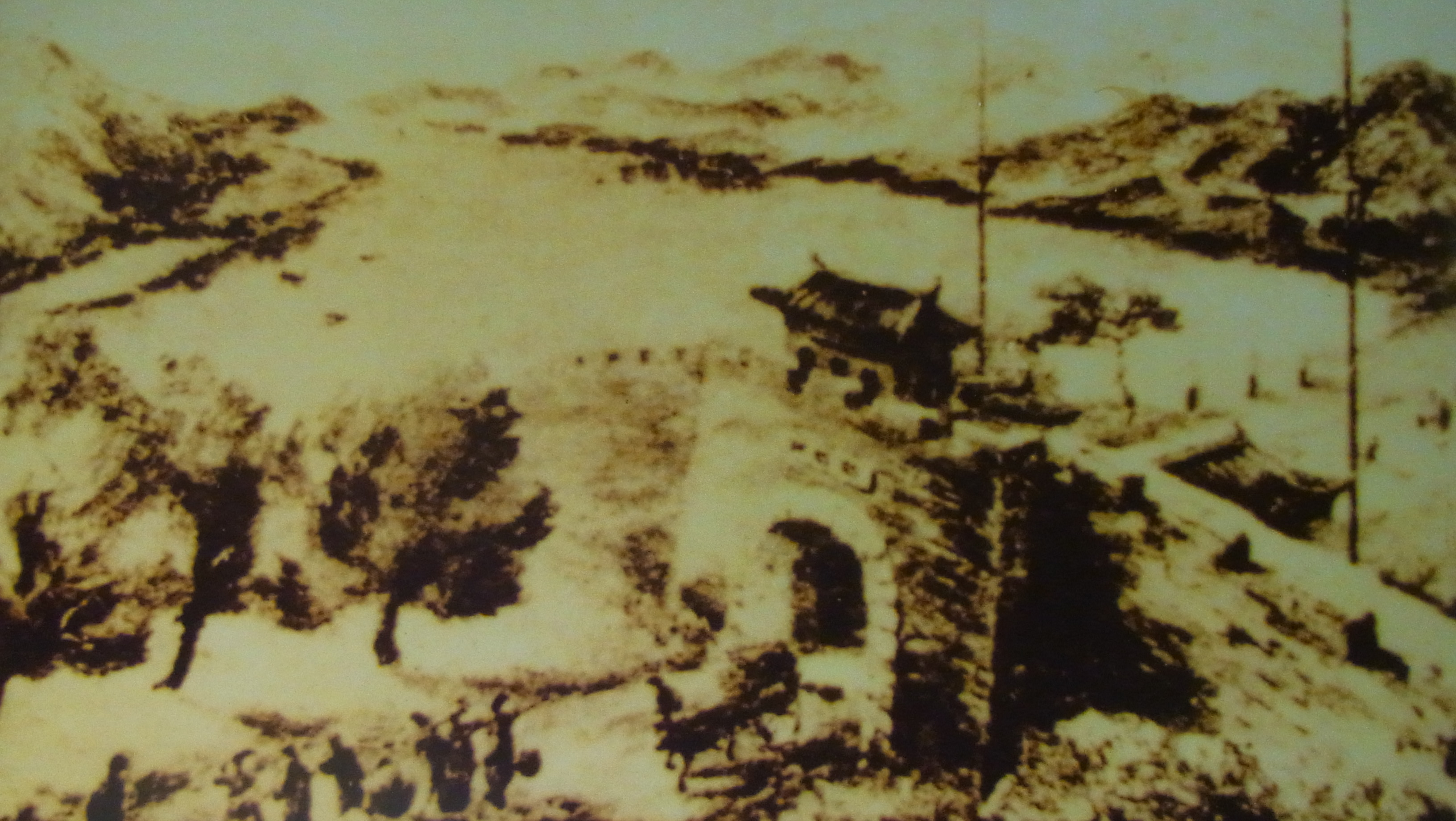
古老的關閘中式城樓

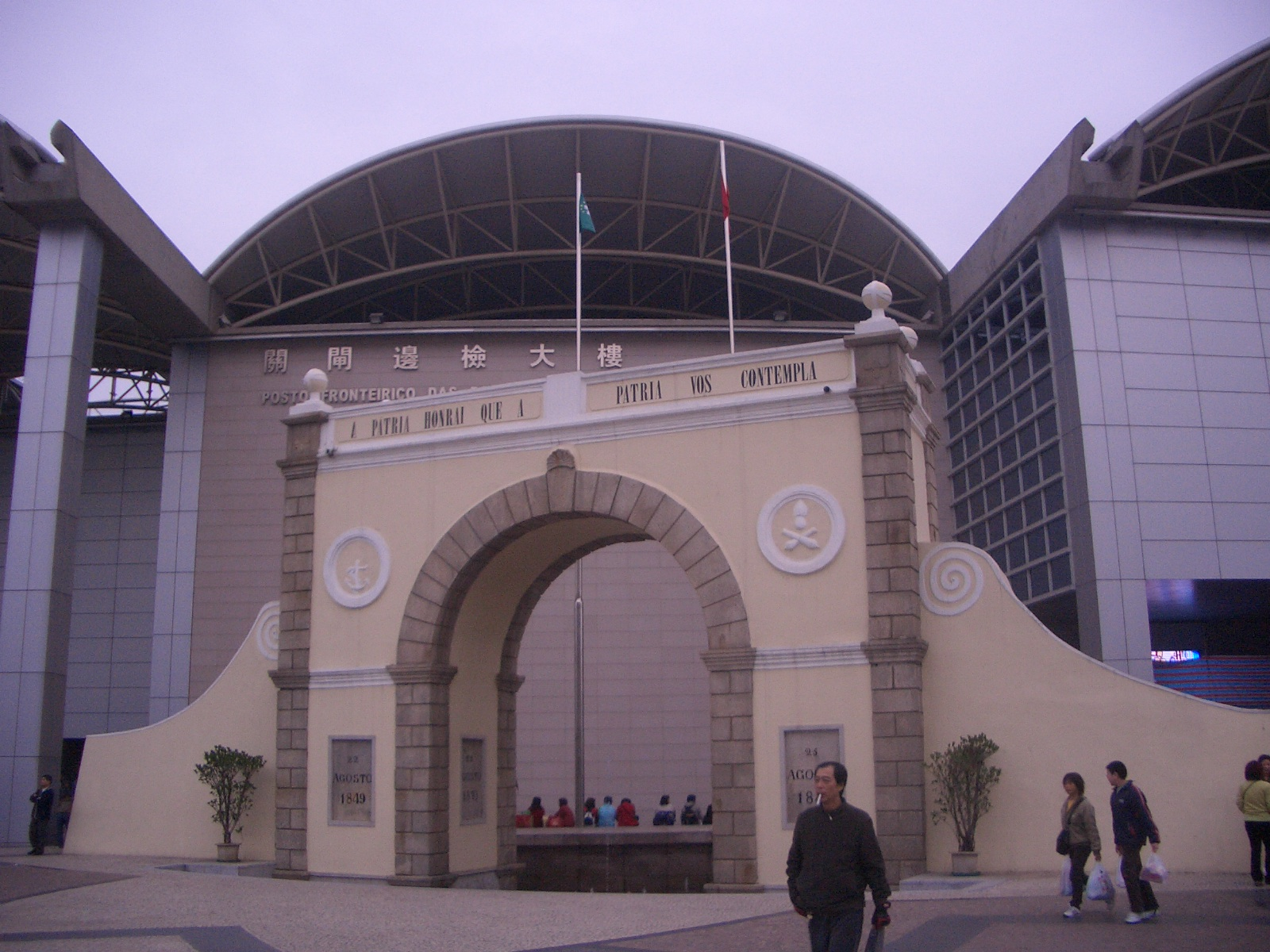
葡萄牙人所建的關閘拱門

亞馬喇土腰（葡萄牙語：Istmo de Ferreira do Amaral），又稱關閘馬路，是澳門一條連接關閘和拱形馬路之間的古老道路，長470米。由於此路位處於蓮花山下，故有蓮花莖之稱。關閘馬路的葡文名稱「Ferreira do Amaral」為澳門總督亞馬留的名字。

## 沿革
關閘馬路原只是由西江沙泥沖積而成的狹窄沙隄，明代前稱塘基路。明代時曾增修蓮花莖的石磯，又稱橫石磯，成為連接澳門半島與中國本部的要道。蓮花莖曾有一座建於明萬曆二年（1574年）的「關閘門」，乃中式城樓建築，由廣東香山縣設置的官關，後發展為與外國洋人分隔的邊界。昔日的關閘門位置相當於現今關閘馬路中段。據《澳門圖記》載：“由寨而東十五里為官閘，設把總守之，為民夷出入要隘。明制每月六開關，支給夷人米石。給迄，仍閉關。今常開，惟不許夷人闌入，他皆不禁。”可見及至清代，關閘門已常開。《廣東通誌》更明載，康熙十二年（1673年）增建官廳有關閘門傍，由汛兵駐守。
第一次鴉片戰爭期間，英國軍隊曾在清道光二十年（1840年）炮轟關閘，欲逼令清軍撤離澳門半島。結果，被林則徐和關天培所擊退。1848年，葡萄牙向北擴張勢力，並修築通往關閘的馬路。1849年8月22日，澳門總督亞馬留被刺殺於此，当晚葡軍赶至关闸，原防守关闸的20名汛兵已弃关而逃，只有湛逢亮等3名汛兵当值，葡軍将3名汛兵带回囚禁于澳門。事件的發展令致中葡局勢緊張，英國、美國、法國亦向清庭發出反對暴行抗議書及派戰艦威脅關閘，關閘門8月25日被葡軍佔領。1874年，葡萄牙人拆毀關閘門，將關閘北移並另建凱旋門式的新關閘。凱旋門式關閘門上刻有賈梅士名句，以誇耀戰勝清朝政府之事。隨社會發展，關閘馬路長度隨關閘延伸。現今，關閘馬路由拱形馬路起至關閘廣場止，是澳門人車嚷往的繁忙街道之一。

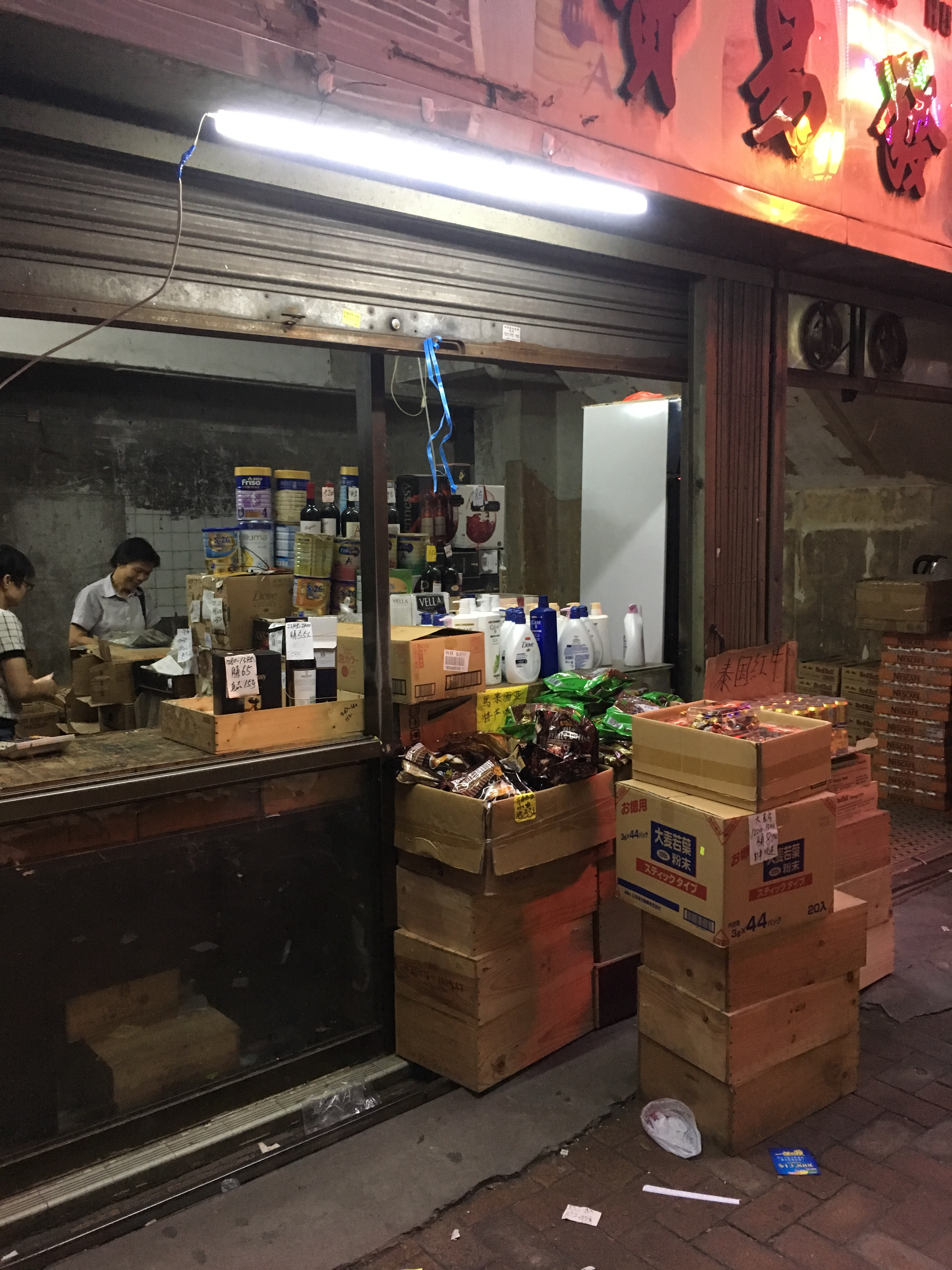
澳门关闸附近经营水货业务的商铺,内拢以基本为仓库,摆放于橱窗的货物,均贴上购买价以及差价,供购买者辨识购买,然后带往大陆出售获利

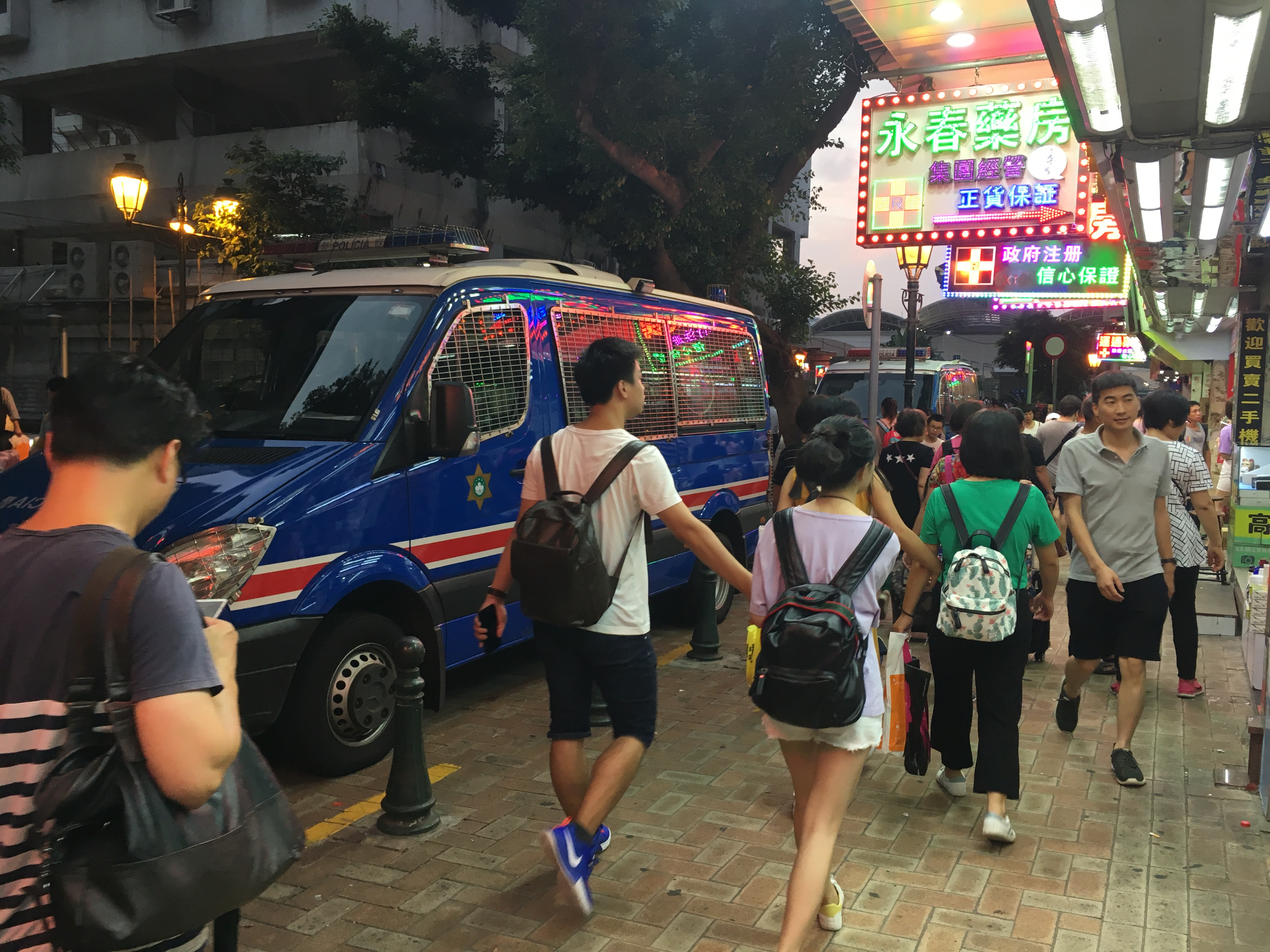
澳门关闸马路附近驻守的治安警察局警车

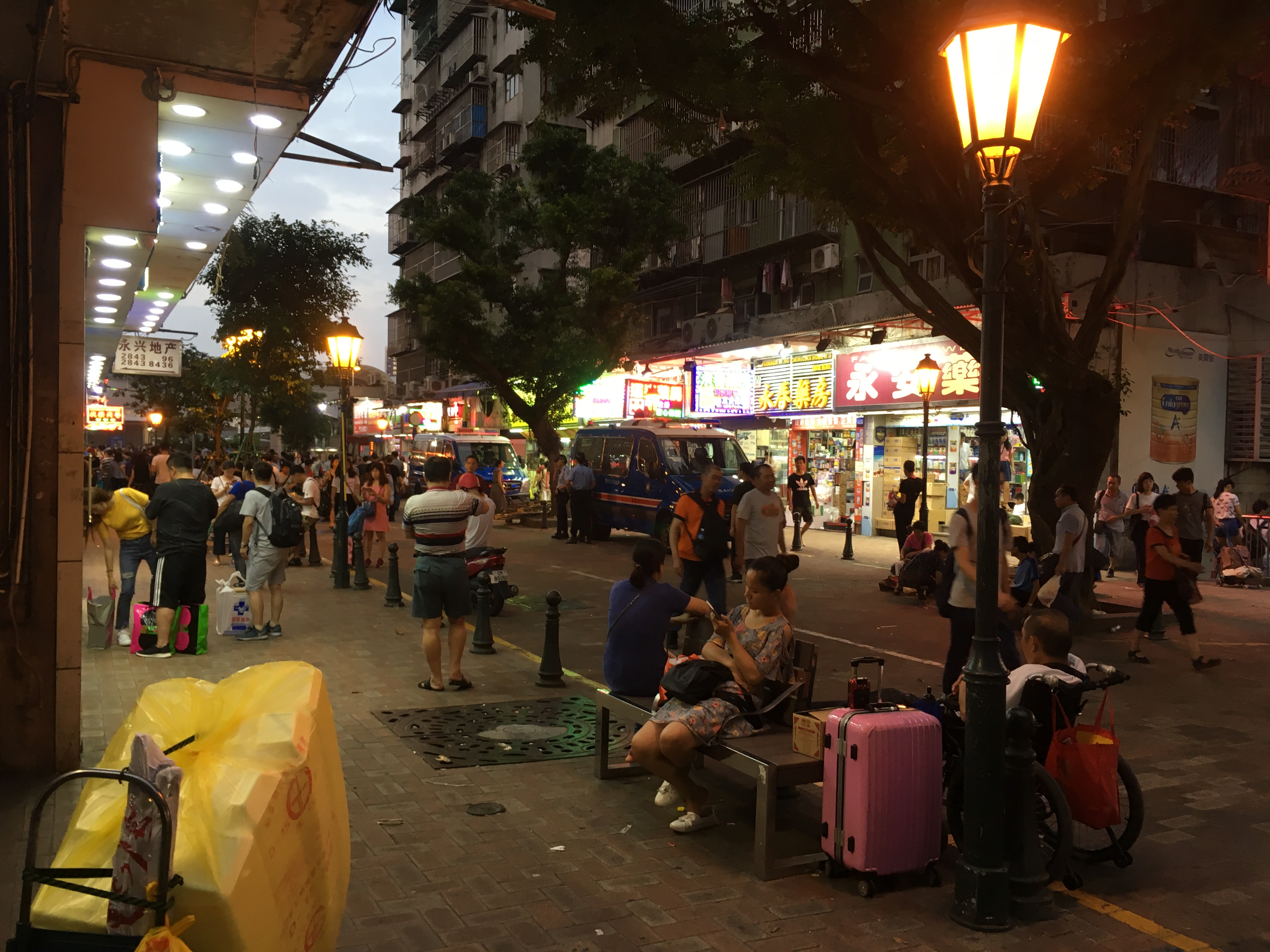
澳门关闸马路附近繁华的商铺,多数以药房以及日用品店为主,多数出售给大陆自由行旅客

街道類型為土腰，即地峽，乃澳門唯一街道屬此類型者。